# Guata (textil)
La guata es un material textil no tejido, fabricado con filamentos de algodón que se usa principalmente como relleno y aislante térmico.

## La guata a través del tiempo
Durante el siglo XIX, se llamaba guata a un producto natural extraído del Asclepias syriaca. Este producto era extraído de las masas sedosas que contiene el fruto de esta planta. Era empleado para hacer colchones, cojines para sofás, camillas para descansar y también para acolchar vestidos.
Cuando el algodón llegó a ser común en Europa, se buscó darle una forma conveniente y sustituir la mazorca sedosa de este fruto que era de un precio muy elevado. Los esfuerzos realizados dieron primero origen a productos informes, después a una nueva industria y a productos perfeccionados.

## Proceso de producción
Para obtener el algodón para acolchado, se monda el algodón en rama, después de haberlo abierto y dividido golpeándolo. Se golpea de nuevo, se carda dos veces, se pone en planchas cuadradas, se fieltra haciéndole experimentar una operación para que se amase; se encolan las partes superiores, se hace secar y así se entrega al comercio.

## Utilidad
Este producto, que es algodón en hojas cardadas y encoladas, se consume en gran cantidad, lo que es fácil concebir al servir para forrar los vestidos y gozar de la propiedad de hacerlos más calientes sin aumentar sensiblemente su peso. Se fabrican algodones para los acolchados negros para luto y de color de rosa para guarnecer vestidos ligeros de este color de igual forma es utilizada como medio filtrante en acuarios